# مفاعل A1B

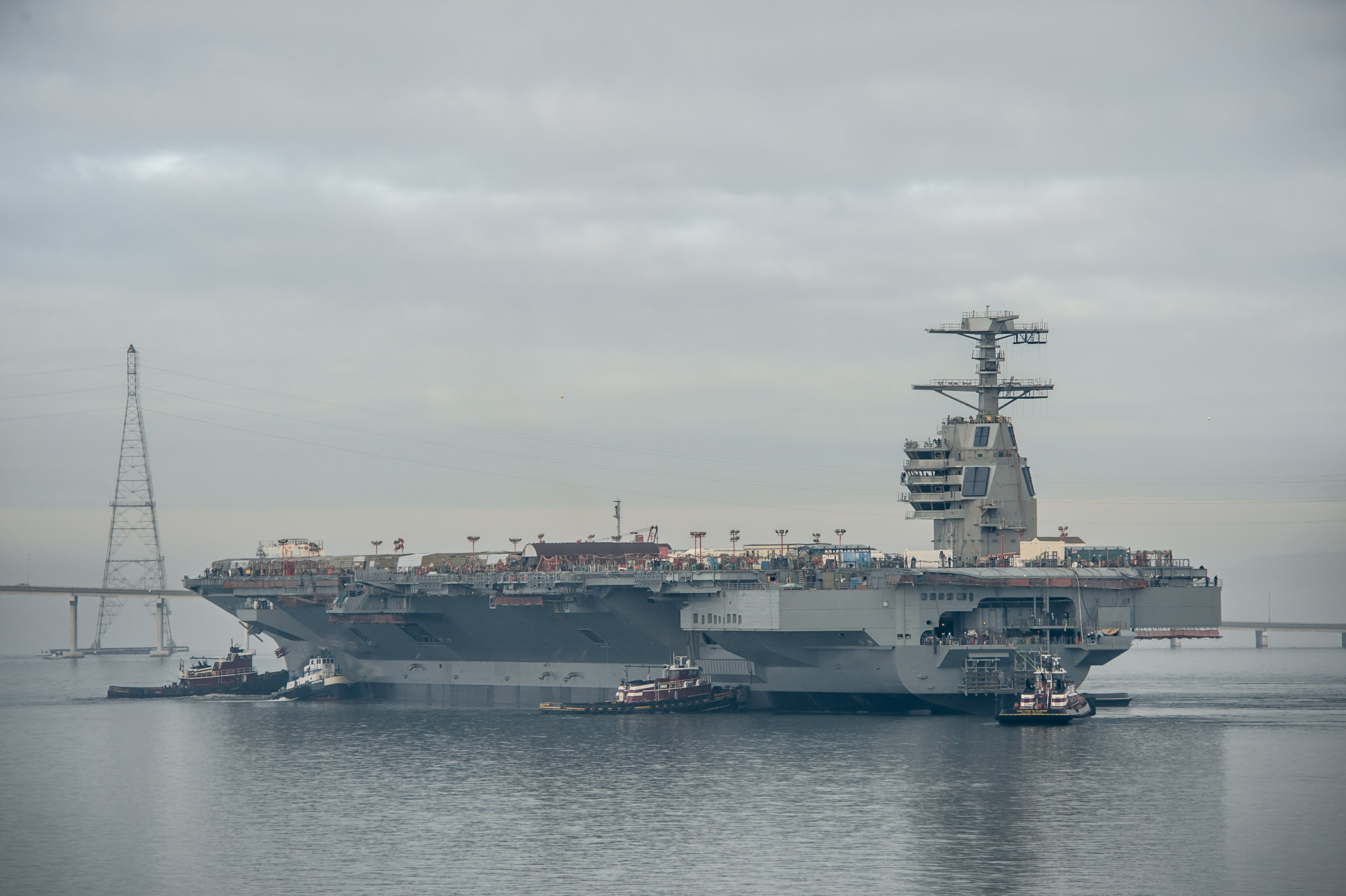

مفاعل A1B (بالإنجليزي: A1B reactor) مفاعل نووي سلمي يهدف إلى توفير طاقة كهربائية وقوة دفع لسفينة جيرلاد الحاملة للطائرات من فئة فورد, ويشير A1B إلى :
A : حاملة طائرات
1:أول جيل أساسي يصمم بواسطة مقاول
B:شركة بكتل المصممة للمفاعل